# William Larson
Jakob Wilhelm (William) Larson, född 30 november 1867 i Guldrupe, på Gotland, död 18 december 1952 i Chicago, var en svensk-amerikansk annonschef, målare, tecknare och författare.
Han var son till lanthandlaren Lars Assarsson och Maria Albertina Rönnberg samt från 1899 gift med Jenny Gustafson. I sin ungdom sattes han i lära i färgareyrket men han trivdes inte med sin tillvaro utan utvandrade till Amerika 1890 där han under flera år var anställd som verkstadsarbetare vid järnvägsverkstäderna i Pullman. Han anställdes som annonsackvisitör vid tidningen Svenska Amerikanaren i Chicago 1895. Från 1905 fram till sin död var han tidningens annonschef. Han studerade konst en kortare tid vid Chicago Art Institute, som blev honom till hjälp när han utförde illustrationer för sin arbetsgivare. Bland annat illustrerade han flera av Svenska Amerikanarens julnummer samt kalendern Prärieblomman 1903. Han var dessutom en talangfull skribent både i vers och prosa och fick flera av sina texter återutgivna i olika svensk-amerikanska tidningar. Som målare nådde han en god amatörstatus och några få av hans målningar antogs i de amerikanska utställningarna.